# George Dawe
George Dawe (ur. 6 lutego 1781 w Londynie, zm. 15 października 1829 w Kentish Town) – angielski malarz portrecista.
Jest autorem serii 329 portretów generałów – uczestników wojny Rosji z Francją (1812), składających się na Galerię Wojny Ojczyźnianej 1812 Roku przechowywaną w Pałacu Zimowym. Pracował nad nią w latach 1819–1829 w Petersburgu.

## Niektóre obrazy

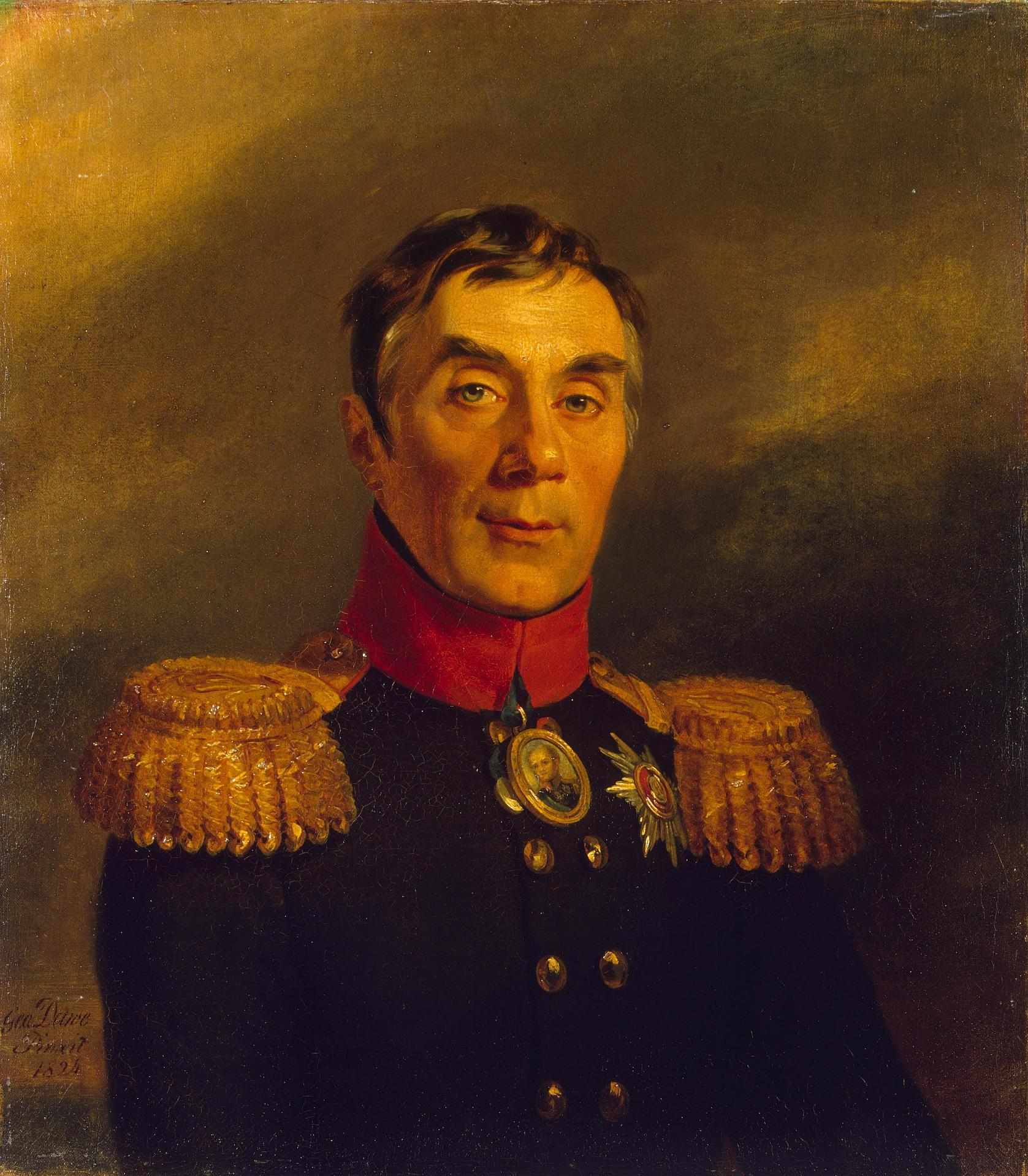
Aleksiej Arakczejew
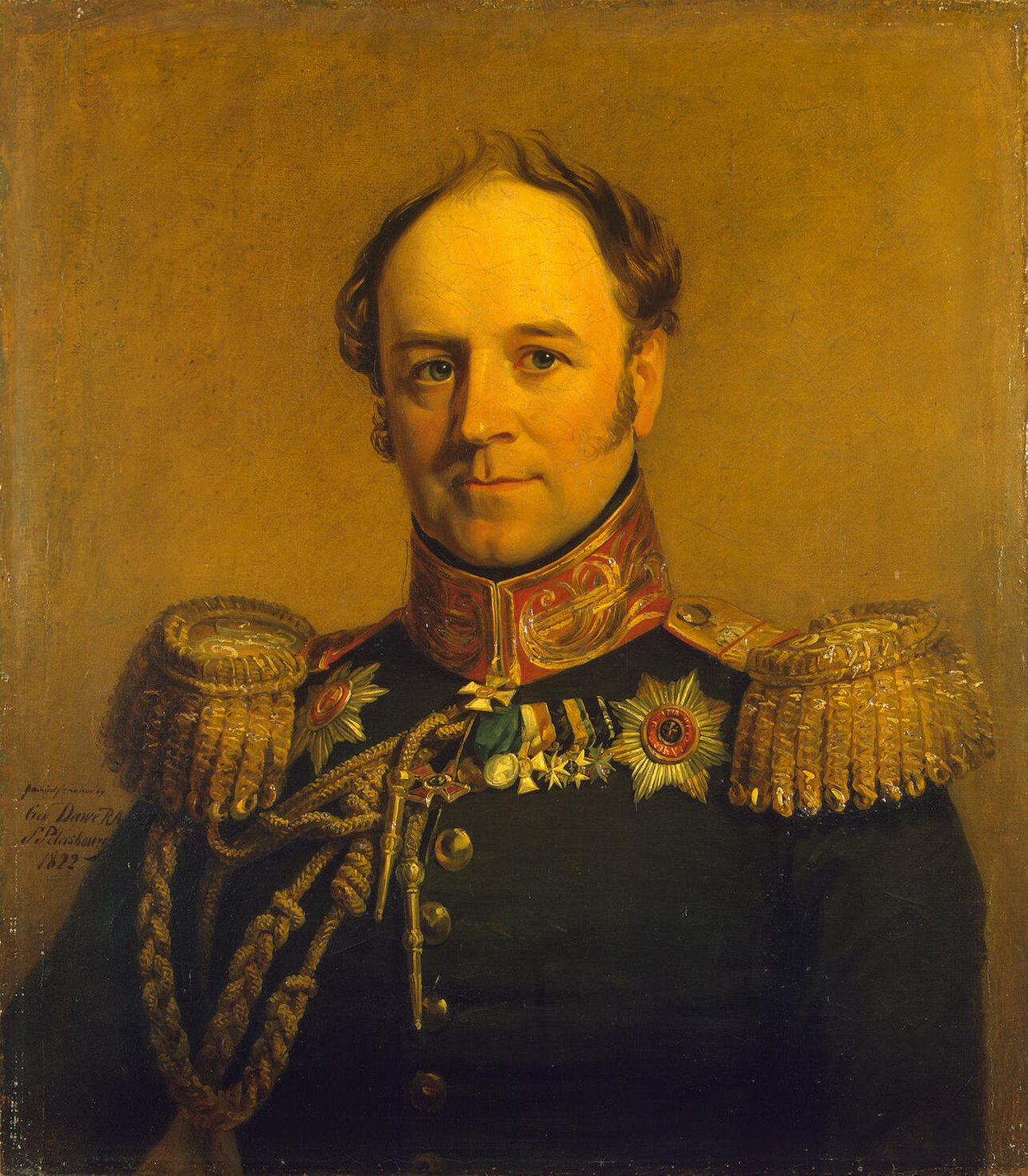
Aleksander von Benckendorff
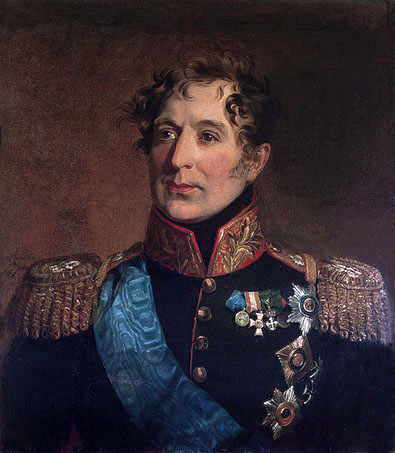
Michaił Miłoradowicz
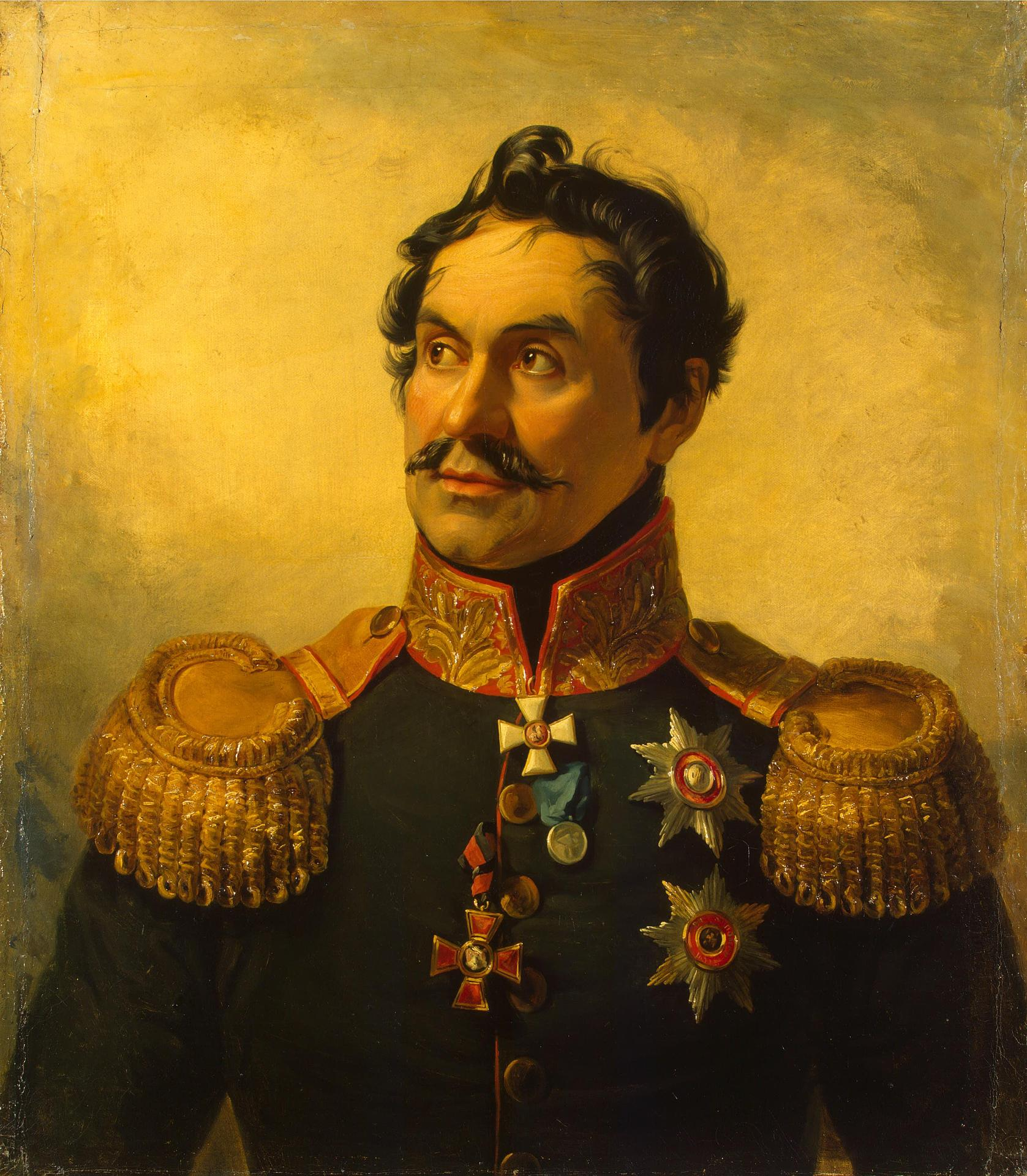
Eufemiusz Czaplic
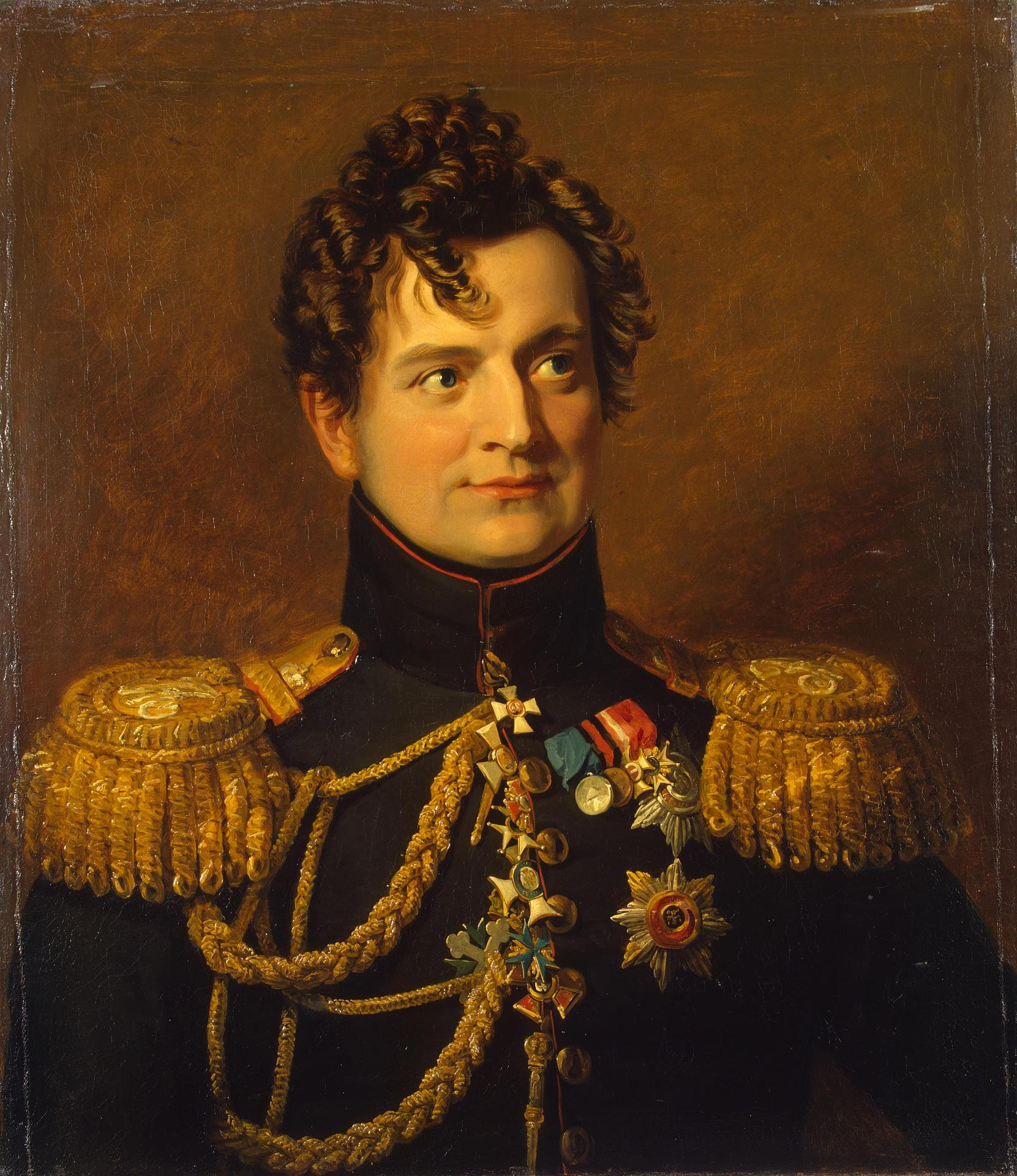
Adam Ożarowski